# ستيوارت كاميرون
ستيوارت كاميرون هو رسام كارتون كندي، ولد في 1912 في كالغاري في كندا، وتوفي بنفس المكان في 1970.